# Deborah Lacey
Deborah Lacey es una actriz de cine y televisión estadounidense.
Lacey interpreta a Sarah Sisko, madre de Benjamin Sisko en la última temporada de Star Trek: Deep Space Nine. En la serie Mad Men interpreta a Carla, niñera afroamericana de los niños Draper. Lacey ha realizado apariciones en reconocidas series de televisión como The A-Team, Highway to Heaven, Doogie Howser, M.D., Frasier, Sliders, Cybill, House M.D. y Bones.

## Filmografía

### Cine
| Año  | Título                 | Rol                 | Notas          |
| ---- | ---------------------- | ------------------- | -------------- |
| 1989 | African Timber         | Victoria St. George |                |
| 1991 | The Five Heartbeats    | Rose                |                |
| 1991 | A Demon in My View     | Linthea             |                |
| 1994 | Exit to Eden           | Sophia              |                |
| 1995 | Devil in a Blue Dress  | Sophie              |                |
| 2005 | The State of Grace     | Grace               | Película corta |
| 2005 | Chaos                  | Justine             |                |
| 2015 | Doors                  | Bernie Clemmons     | Película corta |
| 2015 | Straight Outta Compton | Periodista          |                |
| 2016 | The Miki Howard Story  | Tressie             |                |